# Somoto
Villa de Santiago de los Caballeros de Somoto Grande o simplemente Somoto (del náhuatl: Xomotepek ‘En el cerro de los gansos’) es un municipio y una ciudad de la República de Nicaragua, cabecera del departamento de Madriz. Se encuentra en la Carretera Panamericana a un cruce fronterizo hondureño en El Espino.
Siendo una de las ciudades más acogedoras en el país, se le llama "Flor del Henequén" por el cultivo del mismo en los cerros que la circundan, "Oasis de Paz", en tiempos de la insurrección sandinista y actualmente "Capital de la Amistad" o "Ciudad de los Burros"; dado al cariño que tradicionalmente se les ha tenido a estos nobles animales y tanto es así que los equipos locales de balompié y pelota lo ostentan en sus emblemas.
La ciudad de Somoto tiene 51 comunidades, entre las que destacan los pueblos de Uniles, Cacaulí, Sonís e Icalupe, entre otras.

## Toponimia
Su nombre original, Xomotepek, significa "Valle de los gansos" o "Cerro de los gansos". 
Los xomotl eran aves cuyos plumajes se utilizaban para elaborar penachos y atavíos que usaban los indígenas principales de la región.
El nombre de la localidad se fue modificando, desde "Tepesonate", "Tepesomoto" hasta la época colonial en que se la nombró, mediante, cédulas reales, con el título de "Villa de Santiago de los Caballeros de Somoto Grande". Y en la actualidad se conoce como "Somoto". 
Somoto es hoy es la cabecera del departamento de Madriz, luego de que este se escindiera o separara del departamento de Nueva Segovia, o Partido de Segovia, para formar los departamentos de Madriz y Nueva Segovia. Quedando la ciudad de Somoto, como cabecera del departamento de Madriz, con 9 municipios y la ciudad de Ocotal como cabecera del departamento de Nueva Segovia.

## Geografía
Somoto se encuentra ubicado a una distancia de 216 kilómetros al norte de la capital de Managua.
- Altitud: 711 m s. n. m.
- Superficie: 466.2 km²
- Latitud: 13° 28′ 60″ N
- Longitud: 86° 34′ 60″ O.

### Límites
Limita al norte con los municipios de Macuelizo y Santa María, al sur con los municipios de San Lucas y Pueblo Nuevo, al este con los municipios de Totogalpa y Yalagüina y al oeste con la República de Honduras.

## Historia
Somoto fue colonizada por pueblos olmecas y aztecas de México, y posteriormente habitada por Chorotegas y Nicaraguas. El nombre Somoto proviene del náhuatl Tépecxomotl, que significa "Valle de los Gansos", mientras que los reales decretos españoles de 1591 dan el nombre de la ciudad como Santiago de Tepesomoto. Aunque la ciudad ahora se conoce universalmente como Somoto, el nombre de Tepesomoto lo conserva el volcán que domina la ciudad hacia el sur y la Reserva Natural Tepesomoto-La Patasta que la rodea.
Se le otorgó el estatus de ciudad en enero de 1867. Somoto se convirtió en la capital del departamento de Nueva Segovia en 1894 y el estatus de ciudad en marzo de 1895. Ha sido la capital del departamento de Madriz desde la separación de ese departamento de Nueva Segovia en noviembre de 1936.
La iglesia parroquial de adobe de Somoto, formalmente el Templo Santiago Apóstol, se estableció en el corazón de Somoto en 1661 frente al Parque Central de la ciudad; por lo tanto, es uno de los edificios eclesiásticos más antiguos de Nicaragua, que data de 86 años antes de la Catedral de León. Sin embargo, la fachada actual y el campanario fueron construidos en 1875. También se encuentra cerca del Santuario Cacaulí, un lugar de peregrinaje religioso desde que un niño afirmó haber visto a la Virgen María mientras recogía leña en 1990.

## Demografía
Somoto tiene una población actual de 40,573 habitantes. De la población total, el 48.8% son hombres y el 51.2% son mujeres. Casi el 52.5% de la población vive en la zona urbana.

## Atractivos

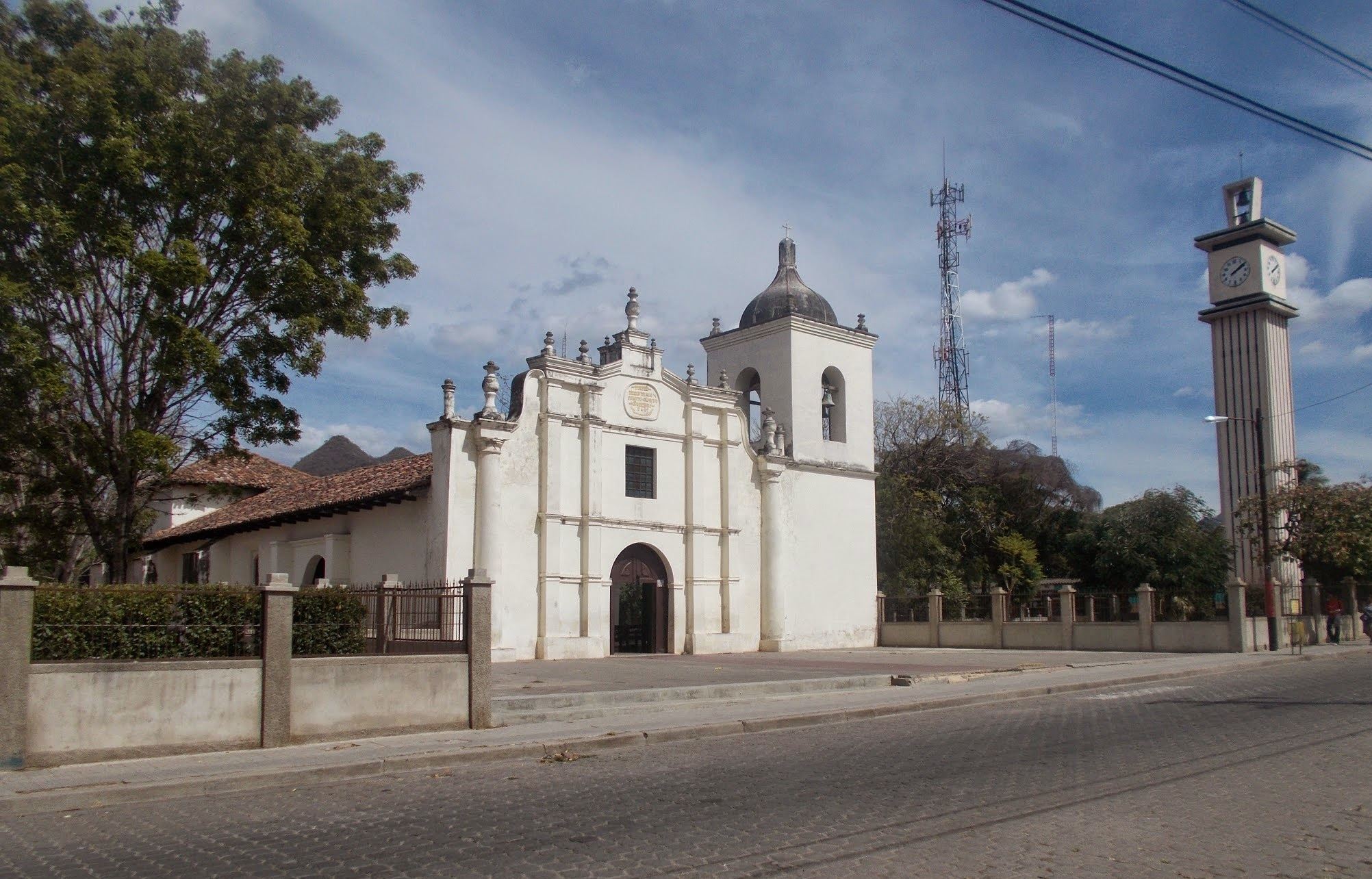
Iglesia de Santiago Apóstol en Somoto.

El Templo parroquial de Santiago Apóstol, hecho de adobe se construyó en 1661 en estilo colonial tempranero con cubierta de tejas de barro y columnas de madera. Su presente fachada y campanario se construyeron en 1875.
En los alrededores de la ciudad abundan los yacimientos arqueológicos, parte de cuyos hallazgos pueden admirarse en el museo precolombino de la ciudad. 

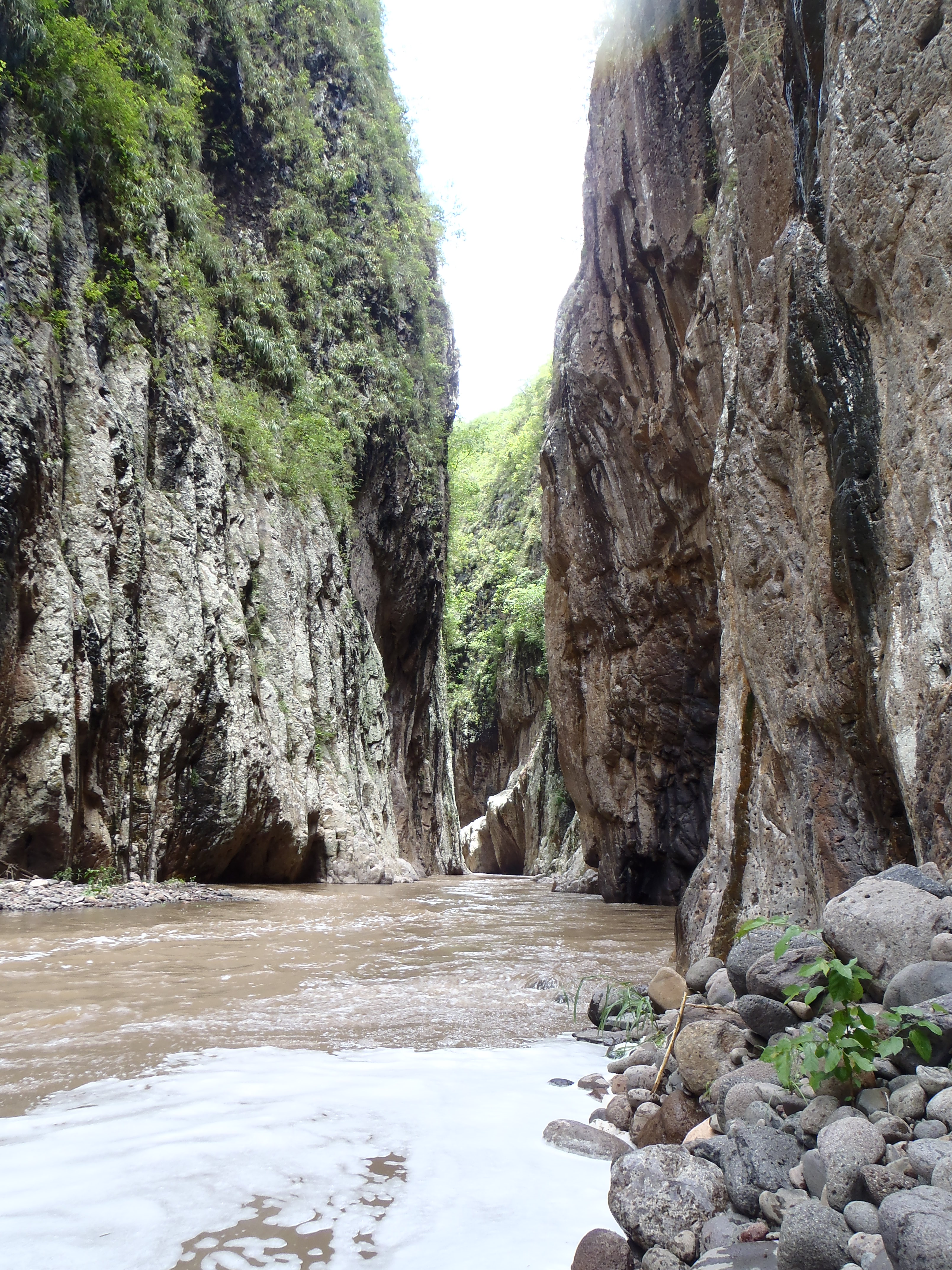
Cañón de Somoto en la comunidad de Sonís en Somoto.

A pocos kilómetros, se encuentra el Monumento nacional Cañón de Somoto, uno de los principales atractivos turísticos del país.

## Cultura
Las tradiciones somoteñas se fomentan en la escuela de danza municipal Flor del Henequén ubicada en la Casa Municipal de Cultura. Esta la integran niños, jóvenes y adultos que sienten pasión por los diferentes ritmos de la región norte, pacífica, central, atlántica y, por supuesto, la música nacional revolucionaria. Sus bailes tradicionales han recibido gran apoyo popular en los barrios y comunidades de Somoto; así como también en países vecinos como Honduras y El Salvador. Apoyar el rescate de los bailes tradicionales como expresiones natas es la propuesta de los integrantes de la escuela de danza mediante distintas manifestaciones artístico-culturales. Con estas actividades se pretende conservar, promocionar y desarrollar las tradiciones para heredarlas a las nuevas generaciones y fomentar el orgullo por la identidad somoteña.

## Transporte
La Carretera Panamericana pasa por el municipio en dirección este y oeste.

## Festividades
Sus fiestas tradicionales son de origen religioso:
- Señor de los Milagros (mayo)
- Sagrado Corazón de Jesús (junio)
- Santiago Apóstol (25 de julio)

El carnaval más grande y vistoso de todo el país se realiza en el mes de noviembre como una fiesta de carácter popular, cuyo culmen es el 11 de noviembre, fecha de la creación del departamento de Madriz, gracias a los esfuerzos y gestiones del doctor Juan Benito Briceño y el general Luis Fiallos.

## Personas destacadas
Ha sido cuna de compositores y artistas destacados en la cultura nicaragüense, entre ellos los hermanos Mejía Godoy: Carlos y Luis Enrique, quienes se han destacado en el ámbito de la música tradicional nicaragüense y la Nueva canción Latinoamericana y Mundial. Ambos, son tíos de Luis Enrique, intérprete internacional de Salsa.

## Ciudades hermanadas
Tienen tres ciudades españolas con:
| - Leganés | - Llodio | - Vich |